# ورزش و سیاست
در سالیان اخیر همواره سازمان‌ها و انجمن‌های ورزشی خواستار عدم دخالت سیاست در ورزش و رویدادهای ورزشی بوده‌اند و حتی برای حصول این امر بارها افراد، سازمان‌ها و کشورهایی را مورد جریمه یا تحریم از رویدادهای ورزشی نموده‌اند اما تاکنون جدایی ورزش از سیاست به سختی از حدود شعاری‌اش فراتر رفته‌است.

## تحریم‌های سیاسی در المپیک
همواره المپیک به عنوان بزرگ‌ترین رویداد ورزشی جهان، محلی مناسب برای اعلام مواضع سیاسی کشورهای شرکت کننده بوده‌است. با وجود تأکید شدید کمیته بین‌المللی المپیک بر جدایی سیاست و ورزش از یکدیگر، سایه سیاست همیشه بر سر ورزش بوده و هرگاه لازم بوده دول سیاسی از آن بهره‌برداری کرده‌اند. از المپیک برلین که هیتلر می‌خواست اقتدارش را به رخ جهانیان بکشد تا به امروز المپیک شاهد نمایش مواضع سیاسی دول مختلف بوده‌است. گرچه رویکرد کمیته بین‌المللی المپیک، همواره جدایی سیاست از ورزش بوده اما این نهاد معمولاً در برابر ابرقدرت‌ها همواره سر تعظیم فرود آورده و از جریمه و محرومیت برای تنبیه کشورهای تحریم کننده المپیک خودداری نموده‌است.

### المپیک ۱۹۵۶ ملبورن
نخستین باری که نقش سیاست در مسابقات المپیک به وضوح نمایان گشت و شماری از کشورها به دلایل سیاسی این بازی‌های جهانی را تحریم کردند، به سال ۱۹۵۶ برمی‌گردد. در آن سال سه کشور هلند، سوئیس و اسپانیا برای اعتراض به سرکوب شورش‌های مردمی در مجارستان، ورزشکاران خود را به المپیک ۱۹۵۶ در ملبورن استرالیا نفرستادند و کشورهای مصر، عراق، کامبوج و لبنان به خاطر بحران کانال سوئز، از اعزام ورزشکاران خود به این بازی‌ها چشم پوشیدند.

### المپیک ۱۹۷۶ مونترال
در آغاز این المپیک کشور چین که به عنوان یکی از خریداران عمدهٔ گندم کانادا محسوب می‌شد، اعلام کرد: «اگر کشور تایوان در این بازیها شرکت کند، آنان بازی‌ها را تحریم خواهند کرد!». لذا، کشور کانادا به ورزشکاران تایوان اجازهٔ شرکت در بازی‌ها را تحت عنوان کشوری مستقل نداد. در ادامه تأثیر سیاست در این المپیک و تنها پس از چند روز از آغاز رقابت‌ها ۲۸ کشور آفریقایی در اعتراض به برگزاری مسابقه راگبی بین دو تیم زلاندنو و آفریقای جنوبی علی‌رغم تمام تحریم‌های بین‌المللی علیه آفریقای جنوبی به علت رژیم آپارتاید، خواستار اخراج زلاندنو از این رقابت شدند و وقتی کانادا از این عمل به بهانه آن‌که راگبی جز رشته‌های المپیکی نبوده سرباز زد کشورهای آفریقایی دستور به بازگشت ورزشکارانشان به وطن را دادند.

### المپیک ۱۹۸۰ مسکو
المپیک مسکو و تحریم گسترده از سوی غرب بزرگترین تحریم سیاسی در تاریخ بازی‌های المپیک محسوب می‌گردد. آمریکا، آلمان و ۶۳ کشور غربی در اعتراض به اشغال افغانستان توسط ارتش اتحاد شوروی سابق، بازی‌های المپیک ۱۹۸۰ مسکو را تحریم و از اعزام ورزشکاران خود به این پیکارها خودداری ورزیدند. البته ۱۶ کشور غربی، از جمله بریتانیا و ایتالیا به صف تحریم‌کنندگان غربی نپیوستند و در این المپیک شرکت کردند. ایران نیز با دلیلی مشابه بلوک غرب اما به صورت جداگانه در این رقابت‌ها حضور نیافت.

### المپیک ۱۹۸۴ لس آنجلس
چهار سال بعد، اتحاد جماهیر شوروی و ۱۴ کشور عضو بلوک شرق درصدد انتقام سیاسی برآمدند و به تحریم بازی‌های المپیک ۱۹۸۴ لس آنجلس دست زدند. با این حال ۳ کشور کمونیستی و بلوک شرقی رومانی، یوگسلاوی سابق و جمهوری خلق چین در این المپیک لس آنجلس شرکت کردند. ایران نیز در ادامه سیاست نه شرقی نه غربی از حضور در این رقابت‌ها خودداری کرد.

### المپیک ۱۹۸۸ سئول
آخرین بار در سال ۱۹۸۸ بود که بازی‌های المپیک با تحریم روبرو شد. پیکارهای آن دوره در سئول پایتخت کره جنوبی برگزار می‌شد و کره شمالی از حضور در مسابقات خودداری کرد. سه کشور اتیوپی، کوبا و نیکاراگوئه نیز با کره شمالی هم‌صدا شدند و در پی اعلام همبستگی خود با کره شمالی، ورزشکارانشان را به سئول نفرستادند.

## عدم رویارویی یا برخورد اعتراض‌آمیز با تیم‌ها یا ورزشکاران به دلایل سیاسی
در بسیاری از رویدادهای ورزشی، برخی از ورزشکاران به دلایل سیاسی از رویارویی با ورزشکاران کشوری خاص، به صورت داوطلبانه یا تحت فشار حکومت یا جامعه خودداری می‌نمایند، در بعضی از موارد نیز علی رقم رویارویی واکنش‌های اعتراض آمیزی را نشان می‌دهند، از جمله می‌توان به عدم رویارویی با ورزشکاران آفریقای جنوبی در دوران آپارتاید یا رویارویی اعتراض‌آمیز یا عدم رویارویی ورزشکاران برخی از کشورهای اسلامی و عرب در رقابت با ورزشکاران اسرائیلی اشاره نمود.

### تحریم ورزشی آفریقای‌جنوبی در زمان آپارتاید
در سال ۱۹۸۰ سازمان ملل شروع به تدوین «فهرست دیدارهای ورزشی با آفریقای جنوبی» نمود. در این فهرست نام ورزشکاران و افرادی وجود داشت که در مسابقات ورزشی در آفریقای جنوبی شرکت کرده‌اند و اساساً از روی گزارشهای رسانه‌ای مطبوعات آفریقای جنوبی تهیه شد. حضور در این فهرست موجب عواقب ناگوار برای ورزشکاران نمی‌شد اما نوعی فشار روحی روانی به‌شمار می‌آمد و برخی از سازمانهای ورزشی بر اساس این فهرست محدودیتهایی را به ورزشکاران اعمال می‌کردند. نام ورزشکاران در صورتی از این فهرست خط می‌خورد که آنها قبول کنند از بازگشت به آفریقای جنوبی و شرکت در مسابقات در دوران آپارتاید امتناع کنند. برآورد به عمل آمده نشان داد که این فهرست ابزار مؤثری بود. در تاریخ ۱۰ دسامبر ۱۹۸۵، مجمع عمومی سازمان ملل کنوانسیون بین‌المللی علیه آپارتاید در ورزش را به تصویب رساند.

### تحریم ورزشی اسرائیل
برخی از این کشورها که اسرائیل را از زمان تأسیس‌اش در سال ۱۹۴۸ میلادی تا به حال رسمیت نشناخته‌اند در ورزش نیز اقدامات و رفتارهای تحریمی را علیه ورزشکاران اسرائیلی اجرا کرده‌اند. بارها ورزشکاران این کشورها و حتی ورزشکاران برخی از کشورهایی که اسرائیل رادبه رسمیت شناخته‌اند از رقابت با ورزشکاران اسرائیلی در رقابت‌های ورزشی خودداری نموده‌اند. حتی برخی از ورزشکاران با روش‌هایی از حضور در سکوی اهدای مدال مسابقات به علت حضور ورزشکاران اسرائیلی خودداری کرده‌اند. همچنین در مواردی کشور میزبان اجازه افراشته شدن پرچم اسرائیل در مسابقات یا رژه رفتن ورزشکاران اسرائیلی در زیر پرچم کشورشان را نداده‌است.

## مجازات و تعلیق افراد و فدراسیون‌ها به علت دخالت سیاست در ورزش
نهادها و فدراسیون‌های بین‌المللی ورزشی همواره بر عدم دخالت سیاست، مذهب و مسائل نژادپرستی در ورزش تأکید داشته و برای رعایت این اصول، قوانین و مجازات‌های سختی را وضع و اجرا نموده‌اند. در بسیاری از موارد اشخاص، باشگاه‌ها یا فدراسیون‌های ورزشی کشورهایی که این اصول را رعایت نکردند با جریمه یا تعلیق از سوی این نهادها مواجه گشته‌اند.

#### تعلیق جودوی ایران به علت عدم مبارزه با ورزشکاران اسرائیلی
تعلیق جودوی ایران در ۱۳۹۸ خورشیدی هنگامی رخ داد که ورزشکاران ایرانی در پی اخطارهای قبلی باز هم در مقابل ورزشکاران اسرائیلی بازی نکردند. فدراسیون جهانی جودو، بدنبال اتفاقاتی که در مسابقات جودوی قهرمانی ۲۰۱۹ میلادی جهان در توکیو رخ داد، محرومیت نهایی فدراسیون جودوی ایران از حضور در تمامی مسابقات و رویدادها و فعالیت‌های اجتماعی تحت نظارت فدراسیون جهانی جودو به مدت ۴ سال اعلام کرد.

## دوگانگی‌های نهادهای ورزشی در تنش‌های سیاسی
همواره مقامات ورزشی بر جدایی سیاست از ورزش تأکید داشته‌اند اما در برخی موارد شاهد نقض و دخالت علنی سیاست از سوی نهادهای ورزشی بر علیه برخی از کشورها بوده‌ایم.

### واکنش نهادهای ورزشی به جنگ روسیه و اوکراین
در بازیهای پلی آف مقدماتی جام‌جهانی ۱۹۷۴ تیم‌ملی فوتبال اتحاد جماهیر شوروی به علت عدم‌حضور در برابر شیلی به دلیل اعتراض به کودتای نظامی در شیلی، از سوی فیفا سه بر صفر بازنده اعلام گشت ولی در سال۲۰۲۲ که لهستان حاضر به رؤیایی با روسیه در پلی آف مقدماتی جام‌جهانی به دلیل حمله روسیه به اوکراین نشده بود روسیه از سوی فیفا و در ادامه با تأیید دادگاه ورزشی CAS از بازی‌های مقدماتی جام جهانی حذف شد. این درحالیست که نهادهای ورزشی در بسیاری از موارد مشابه مانند مداخله نظامی عربستان در یمن یا تهاجم اسرائیل به فلسطین به بهانه جدایی ورزش از سیاست سکوت کرده و حتی ورزشکاران و کشورهایی را که اعتراض خود را از طریق ورزش بیان می‌کنند با عنوان جدایی ورزش از سیاست با جریمه و محرومیت‌های جدی مواجه می‌سازند.

#### محرومیت ورزشکاران و مالکین روسی و باشگاه‌ها
در پی تهاجم روسیه به اوکراین، فدراسیون بین‌المللی فوتبال، فیفا، و فدراسیون فوتبال اروپا، یوفا، اعلام کردند که تیم‌های ملی و باشگاهی روسیه از حضور در تمام میدان‌ها فوتبال محروم هستند. کمیته بین‌المللی المپیک نیز با صدور قطعنامه‌ای اعلام کرد که روس‌ها و بلاروس‌ها باید از شرکت در مسابقات منع شوند تا از یکپارچگی مسابقات ورزشی جهانی محافظت شود. کمیته بین‌المللی المپیک پذیرفت که ورزشکاران هر دو کشور صرفاً به خاطر اقدامات دولتشان مستحق مجازات نیستند. ولی از آنجایی که آسیب جنگ در اوکراین بیشتر از آسیب این محرومیت بر ورزشکاران روس و بلاروس هست مجبور به این عمل می‌باشد. این مجازات‌ها توسط دنیای ورزشی اجرا می‌گردد که مدت‌هاست تلاش کرده تا ورزش را جدا از سیاست نشان دهد. همچنین برخی افراد مانند رومن آبراموویج مالک روس تبار باشگاه چلسی توسط دولت انگلستان تحریم و از اقامت در انگلستان و فروش دارایی‌هایش از جمله باشگاه چلسی محروم گردید.

### واکنش کنفدراسیون فوتبال آسیا به تنش سیاسی ایران و عربستان
در سال ۲۰۱۶ کنفدراسیون فوتبال آسیا با تصویب مصوبه‌ای دستور به برگزاری دیدارهای تیم‌های ایرانی و عربستانی در زمین بی‌طرف داد. این تصمیم در پی اجازه ندادن دولت عربستان به تیم‌های کشورش برای برگزاری مسابقه در ایران به اتهام نداشتن امنیت صورت گرفت. اما با تصمیم AFC بر برگزاری مسابقات گروهی لیگ قهرمانان آسیا در یک کشور، در چندین مورد تیم‌های فوتبال ایرانی علی رغم اعتراضشان، مجبور به حضور و برگزاری دیدار در عربستان گشتند. پیش از این نیز در سال ۱۳۹۵ وقتی باشگاه‌های ایران از میزبانی رقبای عربستانی محروم شده بودند، لبنان به عنوان یکی از گزینه‌ها میزبانی از طرف ایران به عنوان زمین بی‌طرف معرفی گشت اما عربستان اعلام کرد در این کشور هم به خاطر اختلاف سیاسی حاضر به انجام مسابقه نمی‌باشد که این تصمیم هم مورد پذیرش کنفدراسیون آسیا قرار گرفت. فدراسیون فوتبال ایران در نامه‌ای کنایه آمیز به کنفدراسیون آسیا نوشته بود: «از AFC می‌خواهیم که فهرست ورزشگاه‌های مورد علاقه عربستان را تهیه کند و سپس دیگر اعضای این نهاد، خود را به آنچه دولت سعودی خواسته ملزم کنند». این تفاوت رفتاری AFC با واکنش رسانه‌های ایرانی مواجه بوده و گاهی از آن به عنوان اقدامی سیاسی نام برده‌اند.